# هوية الشركة

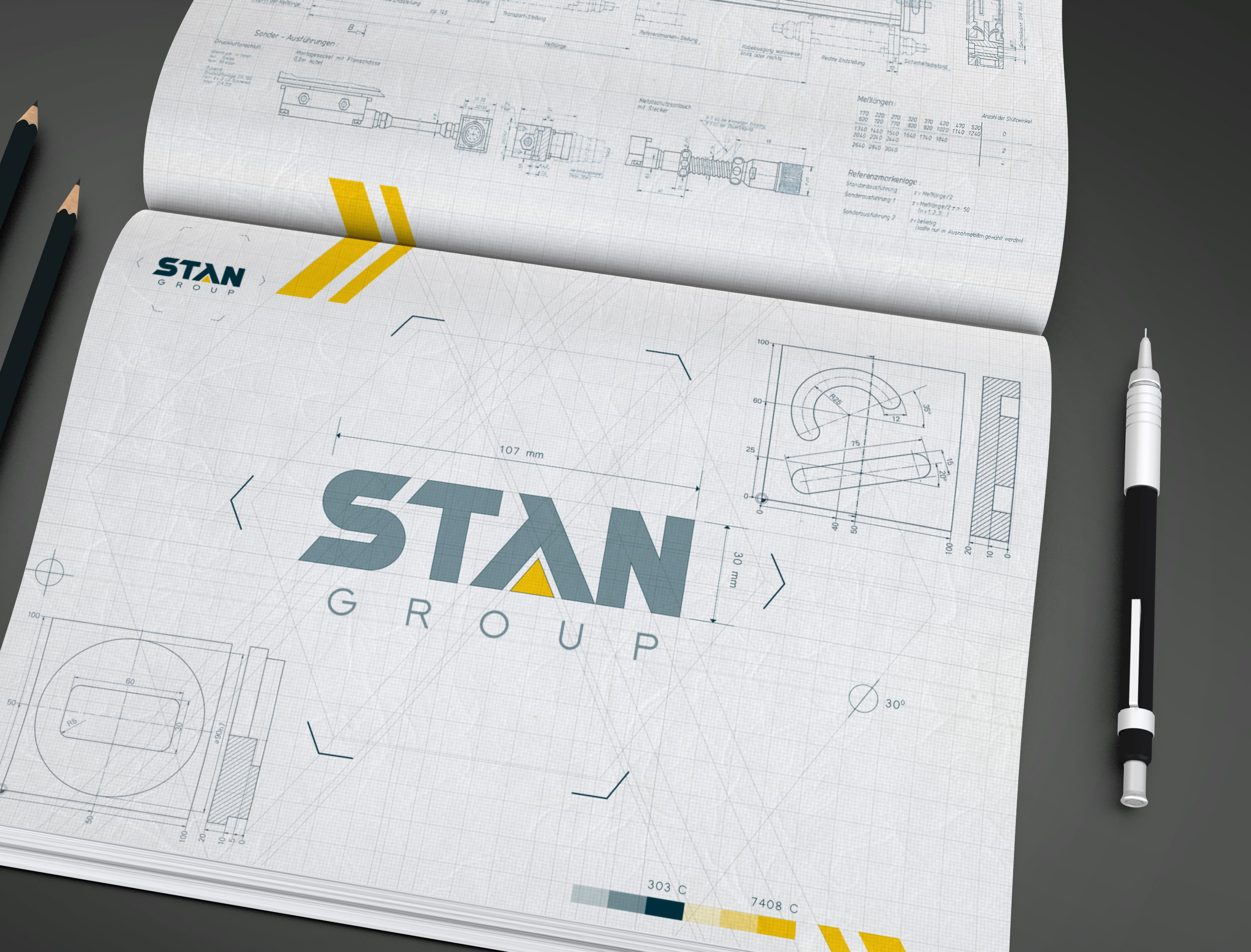

هوية الشركة أو الهوية المؤسسية هي «تفاصيل وعنوان» الشركة التي صممت لتعريف منظمة معينة، وذلك لتسهيل وتحقيق أهداف الشركة كمنظمة مقابل الفرد «شخص» أو شركات أخرى لهدف مشترك «عمل مشترك».
فعادة ما تتجلى بوضوح عن طريق العلامة التجارية، واستخدام العلامات التجارية وتقدم نفسها للجمهور.
بشكل عام، هذا يرقى إلى عنوان الشركة والشعار، ودعم الأجهزة عادة بتجميعها ضمن مجموعة من المبادئ التوجيهية. هذه المبادئ التوجيهية تحكم كيف يتم تطبيق الهوية وتأكيد موافقة اللوحات الملونة، والواجهة، وتخطيطات الصفحة وغيرها من مثل هذه الأساليب للحفاظ على الاستمرارية البصرية والتعرف على العلامة التجارية عبر جميع المظاهر المادية للماركة. وعادة ما تكون هذه المبادئ التوجيهية في صياغة حزمة من الأدوات تسمى هوية المالكين للشركات.
فكثير من الشركات، مثل ماكدونالدز والفنون الالكترونية، لديهم هويتهم الخاصة التي يتم تنفيذها من خلال جميع منتجاتهم وبضائعهم. فالعلامة التجارية لشعار "M" الأصفر والأحمر تظهر باستمرار في جميع أنحاء ماكدونالدز للتعبئة والتغليف والإعلانات. وكثير من الشركات دفعت مبالغ كبيرة من المال للحصول على الهوية التي يتم تمييزها للغاية، بحيث يمكنها أن تروق أكثر إلى جمهورها المستهدف.

## المفهوم
الهوية هي مجموعة من العناصر البصرية (شعارات، خطوط، صور، ألوان) تستخدم لتمييز المؤسسة وتكوين صورة ذهنية حول العلامة التجارية للمستهلكين.
غالبا ما ينظر إلى هوية الشركة على أنها تتألف من ثلاثة أجزاء:
- تصميم الشركة (الشعارات، والزي الرسمي، ألوان الشركات الخ.)
- اتصالات وعلاقات الشركة (الإعلان والعلاقات العامة، والمعلومات، الخ.)
- سلوك الشركة (القيم الداخلية والأعراف، الخ.)

فهوية الشركة أصبحت أسلوب عالمي لتشجيع الشركات وتحسين ثقافة الشركات. وأبرزها شركة موظفي الشؤون العامة، سواء التي أسسها موتو ناكانيشي في طوكيو، اليابان في عام 1968. ففي الولايات المتحدة، شركات تصميم الرسوم البيانية مثل Chermayeff &amp;amp; Geismar والتي تعتبر شركات رائدة في تطبيق المبادئ الحديثة لتصميم الهوية المؤسسية.

## وجهة النظر التنظيمية
في دراسة حديثة عن هوية الشركات الصينية (روتلدج، 2006)، بيتر بيفيرلى اقترح تعريفا جديدا لهوية الشركة استنادا إلى نظرية التنظيم العامة المقترحة في أعماله السابقة، في بيفيرلي الخاصة (2000). هذا التعريف فيما يتعلق بالهوية نتيجة للتفاعل الاجتماعي:
- هوية الشركة هي السبيل للشركات الفاعلة (الجهات الفاعلة التي تعتبر نفسها تتصرف نيابة عن الشركة) أن تكون على وعي بدور الشركة في التفاعل الاجتماعي المستمر مع الجهات الفاعلة الأخرى في سياق محدد. وهو يشمل المفاهيم المشتركة للواقع، والسبل لفعل الأشياء، وغيرها والسلوك المتشابك
- ففي هذه العملية للشركات الفاعلة نفس القدر من الأهمية مثل الأخرى؛ فيما يخص الهوية المؤسسية للشركة (مجموعة من الشركات الفاعلة) وكذلك إلى غيرها من ذوى الصلة؛
- الشركات الفاعلة تبني هويات مختلفة في سياقات مختلفة.

## الهوية البصرية
الهوية المرئية للشركات تلعب دوراً هاماً في الطريقة التي تعرض بها المنظمة نفسها لأصحاب الشأن على الصعيدين الداخلي والخارجي. بعبارات عامة، هوية الشركات البصرية تعرب عن القيم والطموحات للمنظمة، وأعمالها، وخصائصها. وهناك أربعة وظائف للهوية المرئية للشركات يمكن تمييزها. ثلاثة منها تستهدف أصحاب المصلحة الخارجية.
1. أولاً، هوية الشركات المرئية توفر التنظيم مع وضوح الرؤية و«التعرف عليها». [6] تقريبا كل المنظمات الهادفة والغير هادفة للربح، من الأهمية بالنسبة لها أن تعرف الناس أن التنظيم موجود وتذكر اسمه والأعمال الأساسية في الوقت المناسب.
2. الثاني، وهو يرمز إلى الهوية المؤسسية المرئية وهي منظمة لأصحاب المصلحة الخارجيين، وبالتالي تسهم في صورتها وسمعتها (شولتز، هاتش ولارسن، 2000). فان دن بوش، وايلفنج دي يونج (2005) استكشفوا العلاقات الممكنة بين الهوية المرئية للشركات وسمعتها، وخلصوا إلى أن الهوية المؤسسية المرئية تلعب دوراً داعماً في سمعة الشركات.
3. الثالثة، هوية الشركات البصرية تعبر عن بنية المنظمة أمام أصحاب المصلحة الخارجية، وتصوير تماسكها وكذلك العلاقات بين الشعب أو الوحدات فاولين عام 1989 معروف بكتابه «بنية الهوية المؤسسية»، الذي يتألف من ثلاثة مفاهيم: الماركات المتجانسة بالنسبة للشركات التي لها علامة تجارية واحدة، فالهوية وصفت في مختلف العلامات التجارية التي يتم تطويرها لأجزاء من هذه المنظمة أو لمختلف خطوط المنتجات والهوية الصادقة مع مختلف الماركات التي هي (بصرياً) مرتبطة بعضها البعض. على الرغم من أن هذه المفاهيم التي أدخلها اولينز كثيرا ما تعرض على هيكل هوية الشركة، وأنها مجرد تقديم مؤشر على عرض مرئي ل (أجزاء) هذه المنظمة. ولذلك فمن الأفضل لوصف ما حدث بأنه «بنية للهوية المرئية للشركات».
4. والرابعة، وظيفة داخلية للهوية البصرية للشركات يتصل بالموظف و'تحديد الهوية مع المنظمة ككل / أو الإدارات المحددة فهم يعملون من أجل (الاعتماد على الاستراتيجية البصرية للشركات في هذا الصدد). فالتعرف على ما يبدو حاسماً بالنسبة للموظفين، " والهوية المرئية للشركات ربما يلعب دورا كبيراً في خلق هوية رمزية من هذا القبيل.

الاهتمام الخاص الذي يعطى إلى الهوية المؤسسية في أوقات التغيير التنظيمي. فالهوية المؤسسية الجديدة وتنفيذها، والانتباه إلى الهوية المؤسسية يتصل عموماً بالقضايا التي تميل إلى الانخفاض. ومع ذلك فهوية الشركات بحاجة إلى أن تدار على أساس الهيكلية، على أن يكون داخلياً من قبل الموظفيين والمواءمة مع التطورات التنظيمية في المستقبل.
فالجهود المبذولة لإدارة الهوية المؤسسية البصرية سيؤدي إلى مزيد من الاتساق بين الشركات وإدارة الهوية المرئية وهذا المزيج ينبغي أن يشمل الهيكلية الثقافية والجوانب الاستراتيجية. ' والمبادئ التوجيهية والإجراءات والأدوات يمكن تلخيصها على نحو الجوانب الهيكلية لإدارة الهوية المؤسسية المرئية
وبالرغم من أهمية الجوانب الهيكلية، يجب أن تستكمل من قبل اثنين من أنواع أخرى من الجوانب. من بين الجوانب الثقافية لإدارة الهوية المرئية والتنشئة الاجتماعية وعمليات التعلم الرسمية والغير رسمية—تبين تأثير اتساق هوية المرئية للشركات. فالمديرين لهم اهمية باعتبارهم قدوة، ويمكن أن يكونوا مثالا واضحا يحتذى به هذا يعني أنهم بحاجة إلى أن يكونوا على علم بالآثار المترتبة على السلوك، والتي لها تأثير على كيفية تصرف الموظفين. فإذا التفت المديرين إلى الطريقة التي ينقلوا بها هوية المنظمة، بما في ذلك استخدام الهوية المرئية للشركات، هذا سوف يكون له أثر إيجابي على إعطاء الموظفين انتباههم إلى الهوية البصرية للشركات.
كذلك، يبدو من المهم أن يتواصل تنظيم الجوانب الاستراتيجية للهوية البصرية للشركات. فالموظفين بحاجة إلى معرفة الهوية البصرية لمنظمتهم—ليس فقط للأسباب العامة لاستخدام الهوية المؤسسية البصرية، مثل دورها في تعزيز ووضوح التعرف على المنظمة، ولكن أيضا لجوانب القصة التي وراء الهوية البصرية للشركات فالقصة يجب أن تفسر السبب في أن التصميم يلائم التنظيم وماهو التصميم—في جميع عناصره—يقصد به التعبير.

## أهم مكونات هوية الشركة
- تصميم العلامة التجارية.
- تصميم اللوجو أو الشعار.
- حجم الشركة واتساع نشاطها.
- استخدام الألوان الجذابة.
- حجم ونوع الخطوط.
- استخدام الصور والرسومات.